# 郵差四度來按鈴
《郵差四度來按鈴》，又名《郵差四度來按鈴——與狼共吻》，是台灣電視公司（台視）在1991年播出的連續劇，徐進良製作人兼導演，賞心悅目文化公司製作，方芳芳、林瑞陽、安迪、鄭宜雰、艾偉、廖威凱、曾幼秀等主演。《郵差四度來按鈴》是徐進良「郵差系列」的第四部作品、也是最後一部作品（前作是《郵差三度來按鈴》），最初在七點半檔播出，第14集之後轉往八點檔播出。